# 湖南農業大学
湖南農業大学（英語: Hunan Agricultural University）は、中国湖南省長沙市芙蓉区に本部を置く中国の公立大学。1903年創立、1951年大学設置。
大学の略称は湖南農大、湘農。2019年12月時点では、学校の面積は2.27平方キロメートル、建築面積は75.6万平方メートル、生徒数約33,700余人、本科生28,620人、研究生5,062人、教職員1392人。

## 略歴

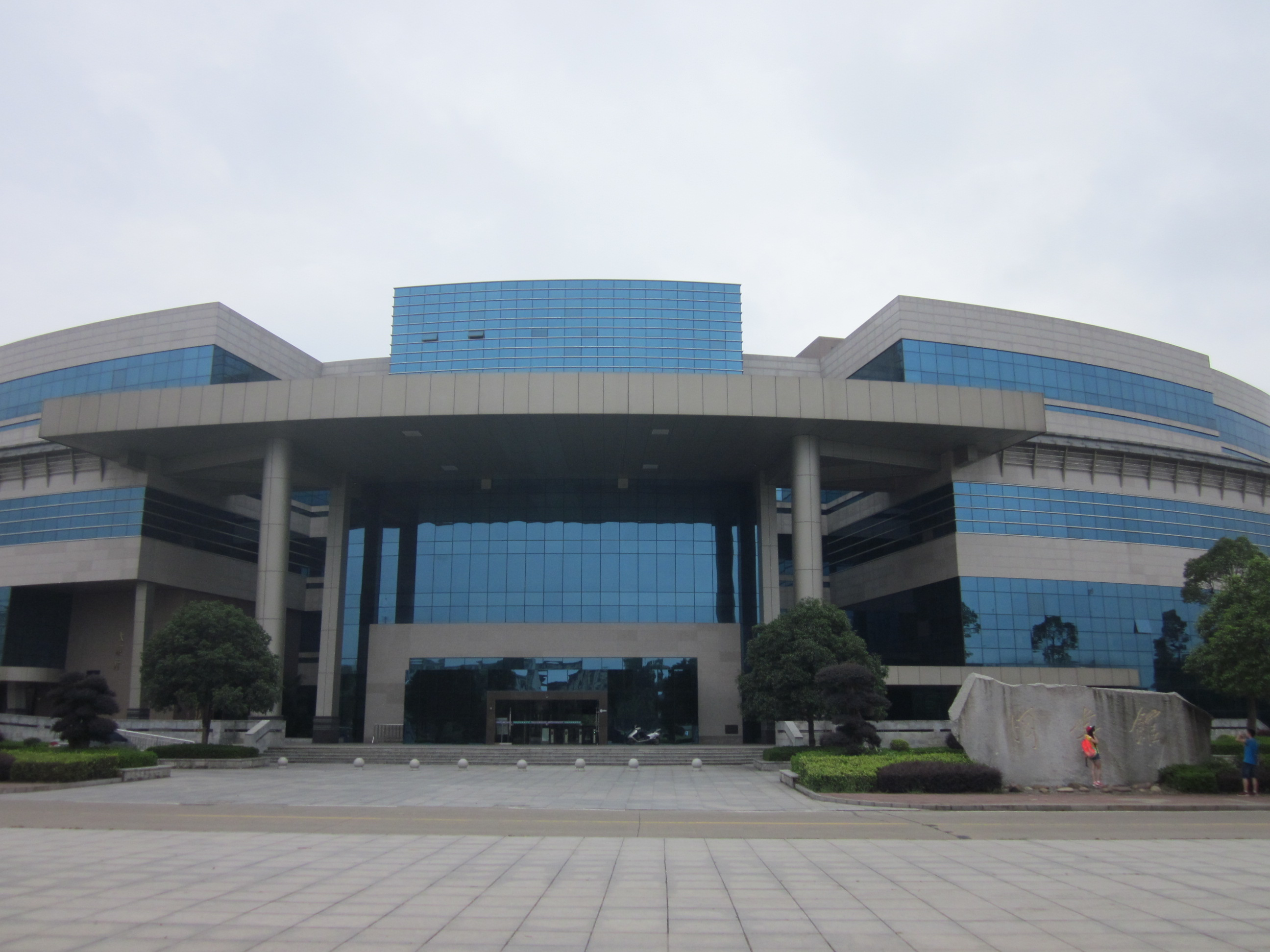
湖南農大。

湖南農業大学の起源は、清政府が設立した修業学堂。1951年3月9日、元湖南大学農学院と湖南省立修業農林専科学校が合併し「湖南農学院」設立。1994年3月、名称を湖南農業大学に変更。2011年、学校創立記念60週年式典を挙行。

## 基礎データ
- 所在地
  - 長沙市芙蓉区

- 校訓
  - 「朴誠、奮勉、求實、創新」

- 校歌
  - 「湖南農業大学校歌」。于沙作詞·鄒啓炎作曲。

## 組織

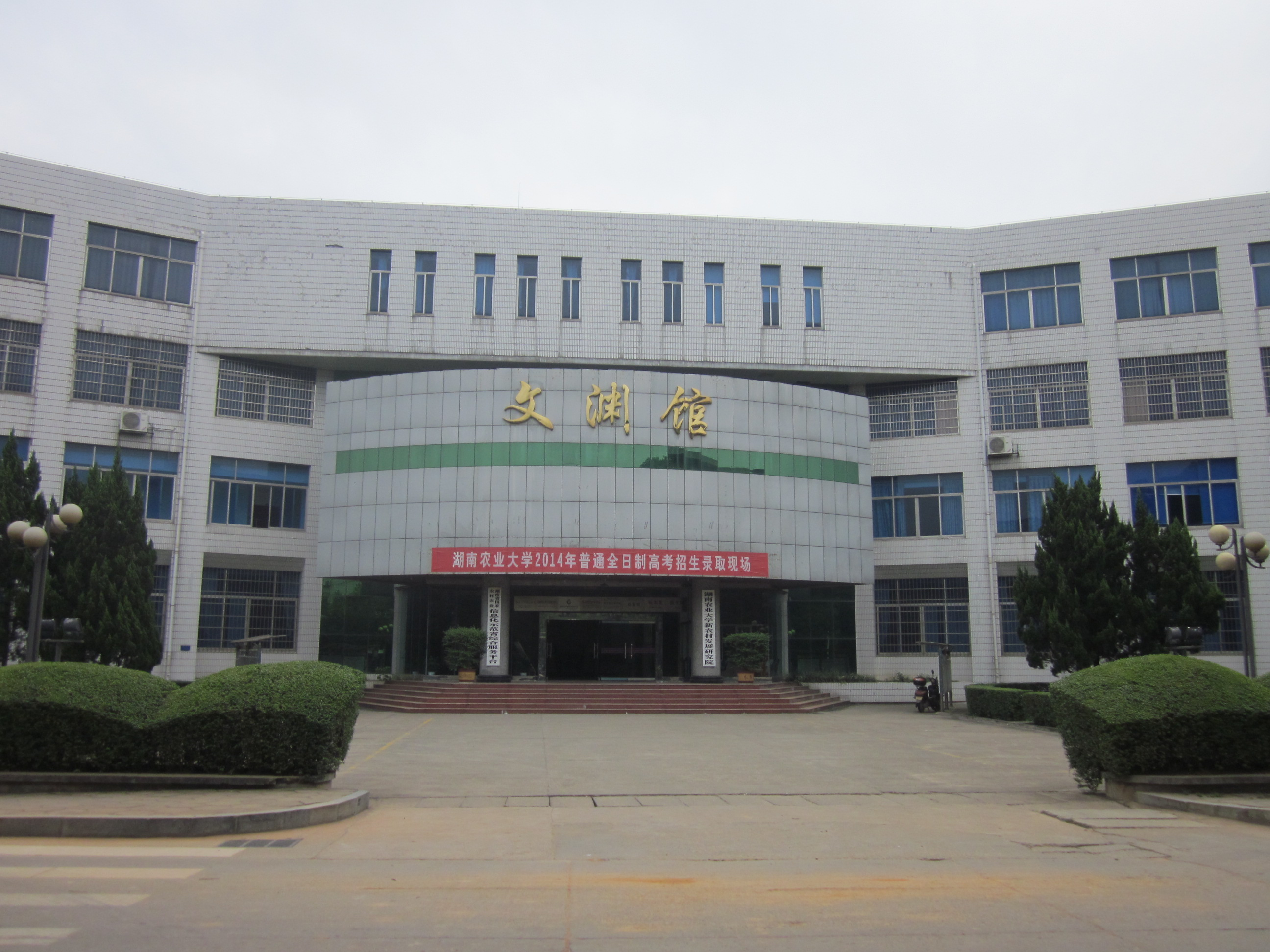
文淵館。

「学院」も「系」も日本の大学の学部にほぼ相当する。「学部」は「学院」と「系」の上の編成で、実体はなく、日本の「学部」とは位置付けが異なっている。妙訳がないのでそのまま記す。
- 農学院
- 園芸園林学院
- 東方科技学院
- 植物保護学院
- 動物医学院
- 食品科学技術学院
- 商学院
- 動物科学技術学院
- 資源環境学院
- 公共管理·法学学院
- マルクス主義学院
- 外国語学院
- 生物科学技術学院
- 教育学院
- 信息科学技術学院
- 体育芸術学院
- 国際学院
- 工学院
- 経済学院
- 理学院
- 継續教育学院

## 附属機関

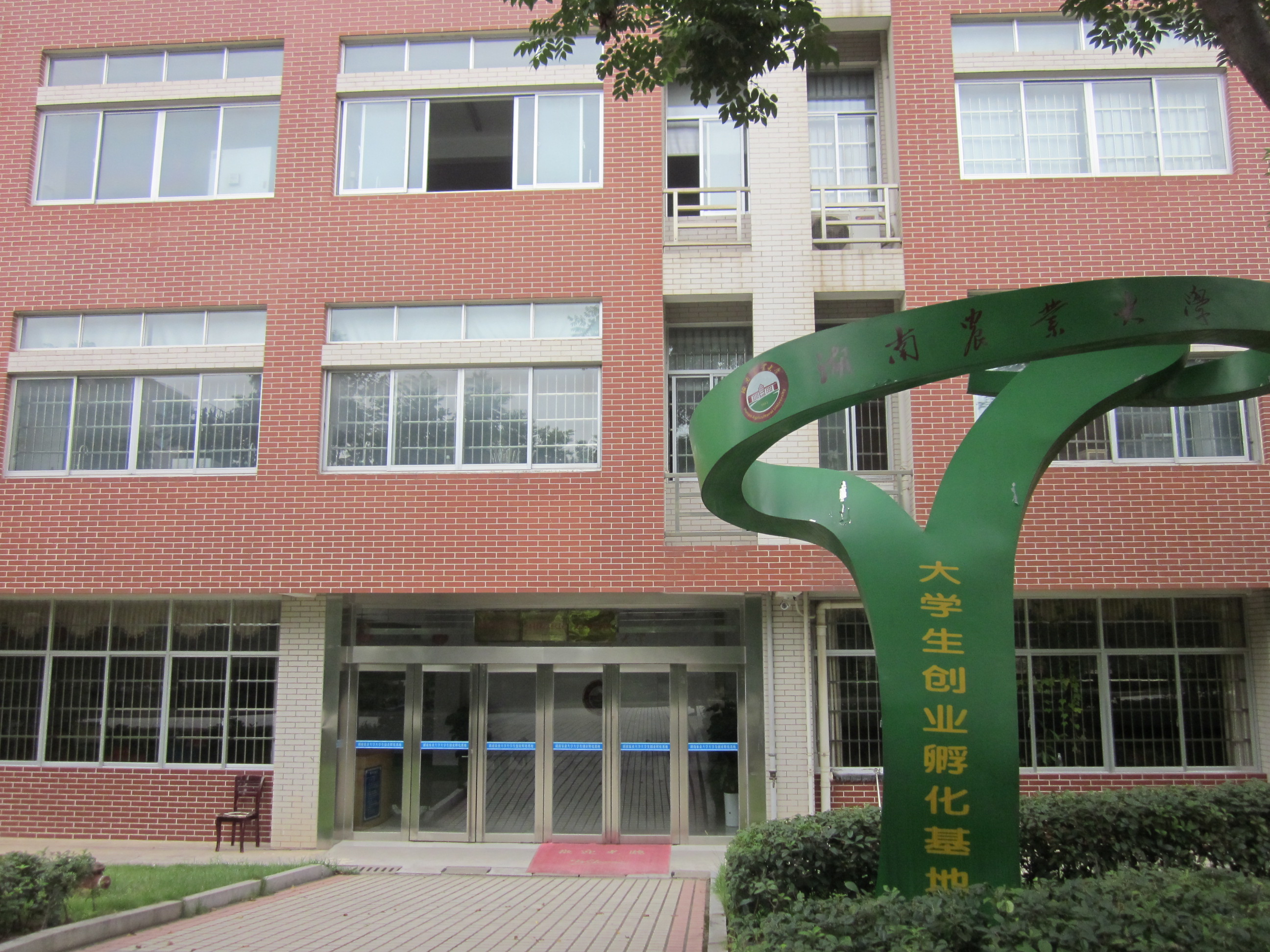
大学生創業基地。

### 附属図書館
湖南農業大学図書館、蔵書数は全館合計で約196万冊

## 大学の人物一覧

### 教授
- 学長：符少輝
- 党委書記：周清明

### 歴代学長

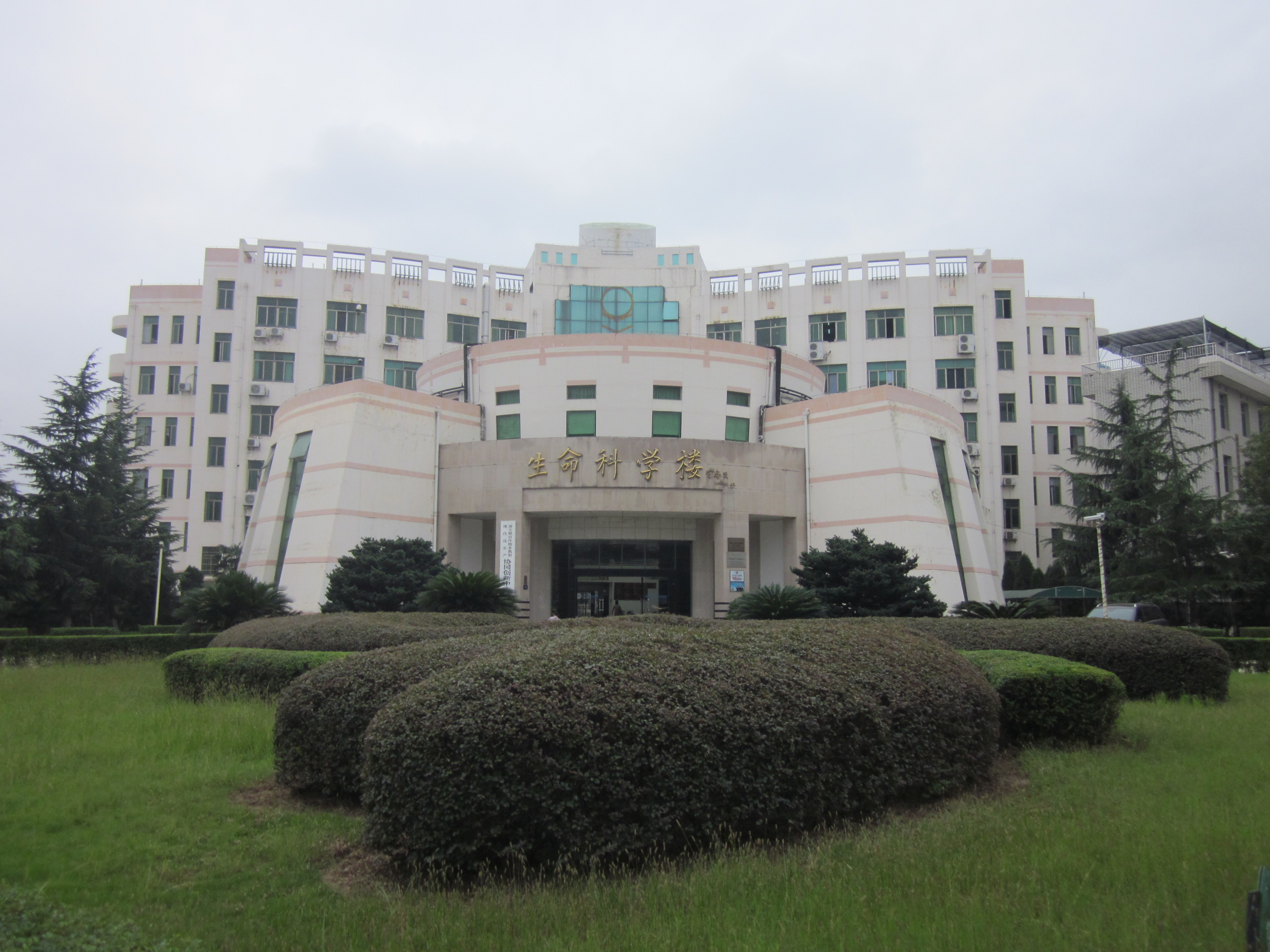
生命科学館。

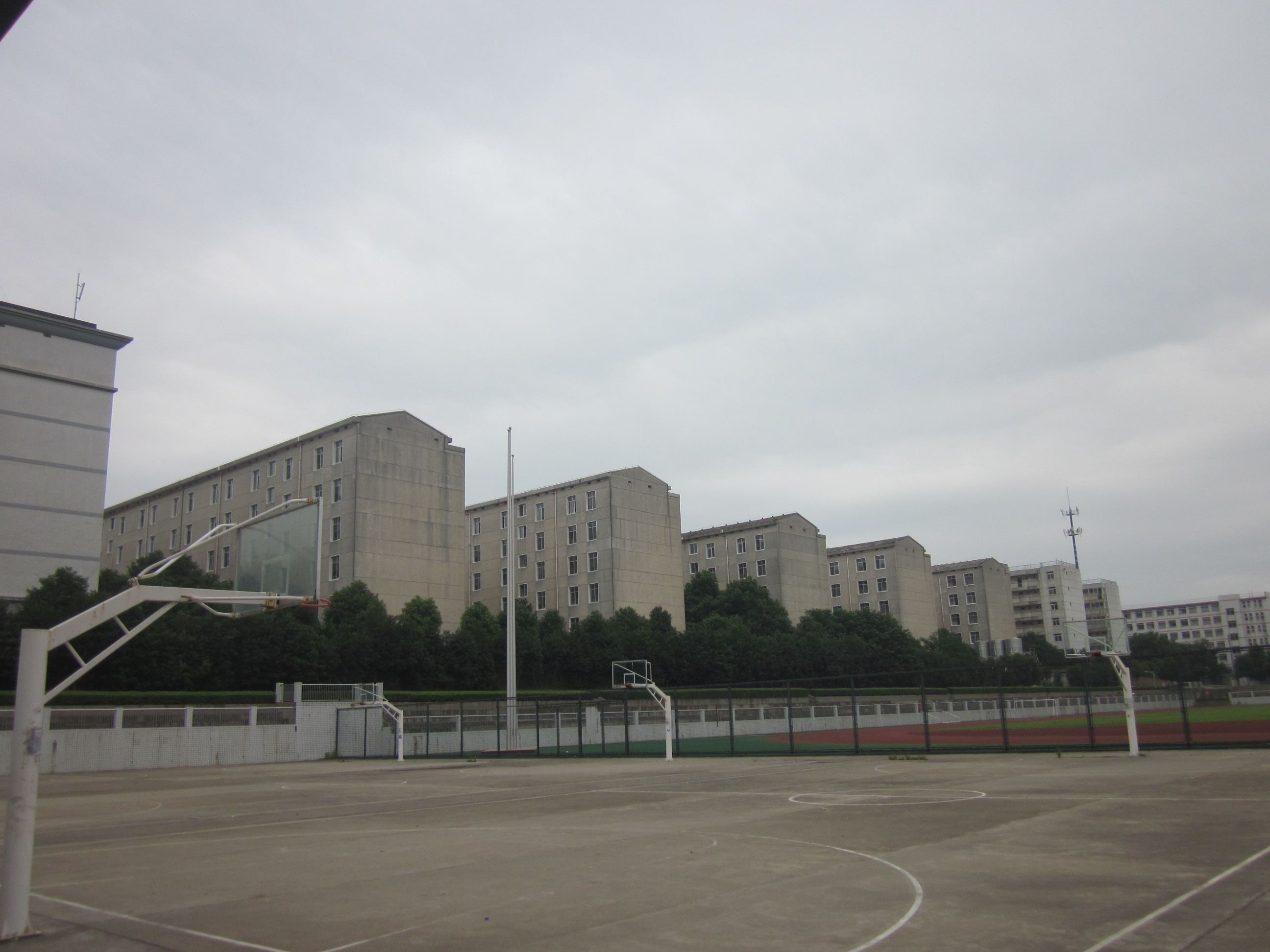
宿舍。

| #  | 就任年月 | 歴代学長 |
| -- | -------- | -------- |
| 1  | 1951年   | 李毅之   |
| 2  | 1954年   | 孟信甫   |
| 3  | 1956年   | 張鳳彩   |
| 4  | 1958年   | 石新山   |
| 5  | 1960年   | 趙歩真   |
| 6  | 1964年   | 倪覺初   |
| 7  | 1972年   | 趙鳳祥   |
| 8  | 1975年   | 毛致用   |
| 9  | 1978年   | 張明義   |
| 10 | 1981年   | 余鐵橋   |
| 11 | 1983年   | 康春林   |
| 12 | 1989年   | 季益貴   |
| 13 | 1990年   | 彭干梓   |
| 14 | 1995年   | 官春雲   |
| 15 | 2000年   | 周清明   |
| 16 | 2013年   | 符少輝   |

| #  | 就任年月 | 歴代書記 |
| -- | -------- | -------- |
| 1  | 1956年   | 張鳳彩   |
| 2  | 1957年   | 蒋懷玉   |
| 3  | 1958年   | 李心田   |
| 4  | 1972年   | 趙鳳祥   |
| 5  | 1975年   | 毛致用   |
| 6  | 1978年   | 張明義   |
| 7  | 1982年   | 羅特     |
| 8  | 1986年   | 李炎巨   |
| 9  | 1988年   | 季益貴   |
| 10 | 1992年   | 李洪基   |
| 11 | 1997年   | 賀漢林   |
| 12 | 2002年   | 劉強     |
| 13 | 2013年   | 周清明   |

### 卒業生
- 杜占元：中華人民共和国教育部副部長
- 陳潤児：黒竜江省委副書記
- 甘霖：中国致公党中央常委
- 肖雅瑜：湖南省人大常委会副主任
- 趙均田：湖南省紀委副書記
- 梁建強：湖南省政府副秘書長
- 張健：九三学社中央委員
- 鄧秀新：中国民主同盟中央委員
- 鄧小剛：チベット自治区党委副書記

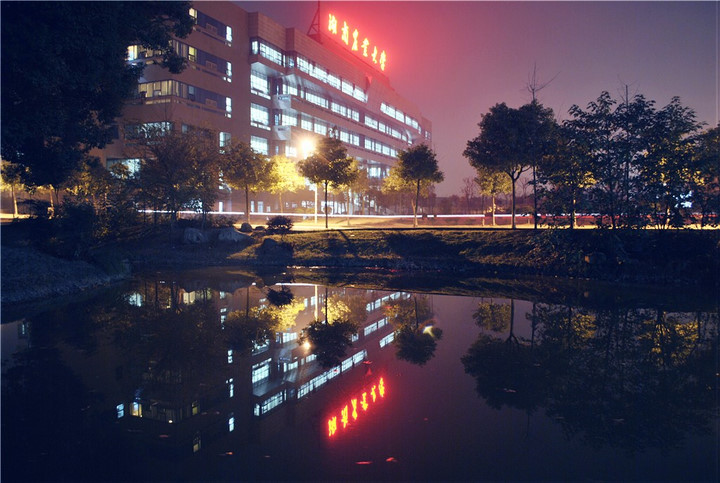
湖南農業大学図書館。

- 梅克保：中華人民共和国国家質量監督検験検疫総局副局長
- 屈冬玉：中国農業科学院副院長
- 顔永盛：元湖南省人大常委会副主任
- 賀家鐵：湖北省委常委
- 周用金：湖南省文化庁庁長
- 馬勇：中共益陽市委書記
- 官春雲：中国工程院院士
- 万方浩：中国農業科学院研究員
- 周集中：オクラホマ大学教授
- 謝道昕：清華大学教授
- 欧陽志雲：中国科学院研究員
- 蒋志剛：中国科学院研究員
- 孫傳清：中国農業大学教授

## 対外関係
- イギリス
  - en:University of Greenwich
- オーストラリア
  - 南オーストラリア大学
- カナダ
  - en:College of the North Atlantic
- 日本
  - 鹿児島大学
  - 岡山大学
  - 名桜大学
- タイ
  - en:Rajamangala University of Technology
- フィリピン
  - en:Central Luzon State University
- ポーランド
  - en:Wroclaw University of Environmental and Life Sciences